# Az-Záhir Barkúk egyiptomi szultán
Az-Záhir Barkúk, trónra lépése előtt Szajf ad-Dín Barkúk ibn Anasz (1336 k. – Egyiptom, Kairó, 1399. június 20.) az egyiptomi cserkesz (elterjedt, de pontatlan megnevezéssel burdzsi) mamlúkok első szultánja, a türk (bahri) mamlúkok megbuktatója volt (uralkodott először 1382 novemberétől 1389 júniusáig, majd 1390 februárjától haláláig). Teljes titulusa al-Malik az-Záhir („a fényességes király”), amely feltehetően a nagy és sikeres elődjére, I. Bajbarszra (1260–1277) utalt vissza.

## Út a hatalomig
A cserkesz származású Barkúkot a Krímben vásárolták meg, és 1363/1364-ben került rabszolgaként az államot akkor teljhatalommal irányító régens, Jalbuga l-Umari mamlúkjai közé, és gazdája 1366-os meggyilkolása után (bár rövid időre bebörtönözték) is a hatalom közelében maradt, szultáni szolgálatban. 1377-ben részt vett az al-Asraf Saabánt megbuktató mozgalomban, és rövidesen vezető szerepre tett szert: 1378-tól ő lett a hadak főparancsnoka (atabég), amely rangot rendszerint nála befolyásosabb és idősebb mamlúkok viseltek. 1380-ban minden lehetséges riválisától megszabadult, és csak az előkelőségek nyomására nem vette át a szultánságot al-Manszúr Ali 1381-es halálakor. Ekkor kénytelen volt egy újabb gyermekszultán, asz-Szálih Háddzsi kinevezésébe belenyugodni, ám mintegy másfél évnyi munkával végre meg tudta győzni az elitet igényének hasznos és jogos voltáról, és 1382 novemberében letette Háddzsit.

## Az első szultánság
Barkúk első, nem egészen hétéves uralkodása során szervezkedés kezdődött ellene, aminek nagyrészt az volt az oka, hogy rokonait (köztük édesapját és két nőtestvérét és számos unokaöccsét) és honfitársait már 1380-tól kezdve igyekezett minél nagyobb számban a birodalomba telepíteni, hogy rájuk támaszkodhasson a még mindig komoly pozíciókkal rendelkező hagyományos elit ellenében. (Egyik unokaöccse, Bajbarsz davádár, Szúdún pedig százas emír lett uralkodása végére.) 1389 elején két szíriai kormányzó, az aleppói Jalbuga n-Násziri és a Malatyai Mintás lázadt fel, maga mellé állítva a térség többi emírjét és az anatóliai törököket is. Márciusban Damaszkusznál legyőzték a szultáni hadsereget, majd betörtek Egyiptomba. Barkúk ellentámadásra indult, de tisztjeinek zöme átállt az ellenséghez, ezért visszatért Kairóba. Május 1-jén döntetlen ütközetet vívtak a város alatt, ezután a szultán visszaszorult a fővárosba, és miután híveinek lelkesedése egyre csökkent, 1389 júniusában kénytelen volt elszökni. Jalbuga és Mintás ismét az addig kairói fellegvárban őrzött Háddzsit tette trónra, ezúttal al-Manszúr titulussal.

## Száműzetésben
Barkúkot elfogták és a jordániai al-Karakban börtönözték be. Eközben Kairóban zűrzavaros helyzet alakult ki: az egymással rivalizáló hadurak utcai harcokat vívtak egymással a hatalmi vetélkedés során. A Jalbugával rövid úton leszámoló Mintás uralmával ellenséges mamlúkok támogatásával Barkúk megszökött és belőlük, valamint a térség beduinjaiból hadsereget gyűjtött. Mintás és Háddzsi hadai 1390 januárjában a sakhabi csatában vereséget szenvedtek, maga a szultán is Barkúk fogságába esett. A hír hallatán Kairóban is Barkúk hívei vették át a hatalmat, így uruk 1390 februárjában bevonulhatott, és ismét elfoglalhatta a trónt.

## Restauráció

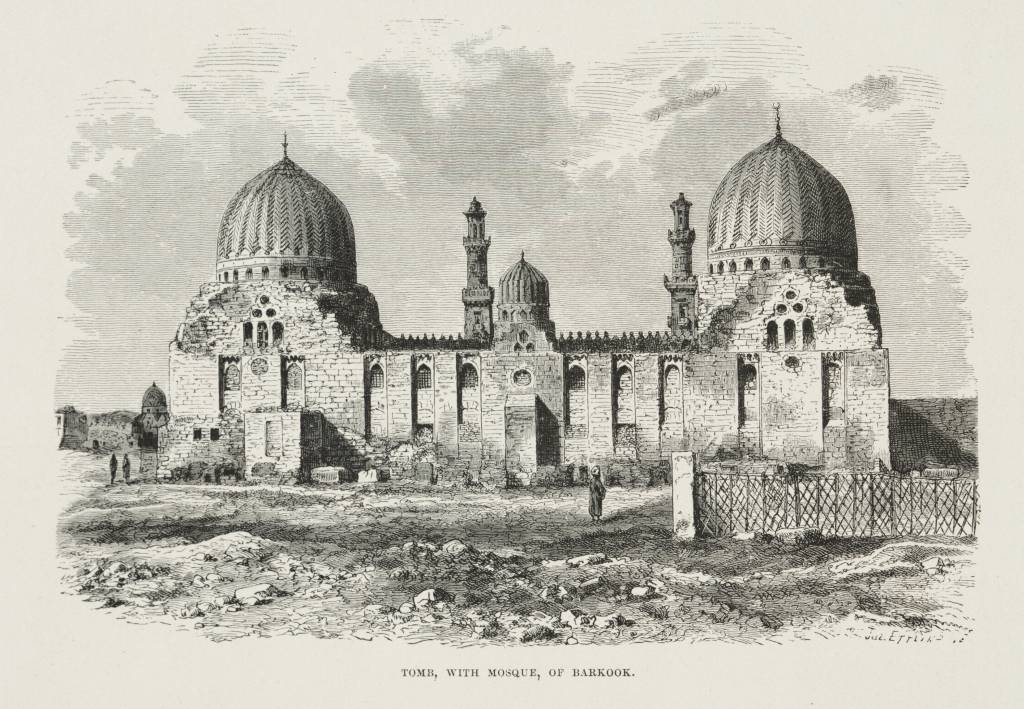
Barkúk mauzóleuma (1878-as ábrázolás)

Háddzsi a kairói fellegvárba került luxusfogságba, ahol mértéktelen ivászattal és rabszolganőinek verésével töltötte kedvét – előbbi Barkúk derülését, utóbbi dorgálását váltotta ki. Mintással nem sikerült azonnal leszámolni: az emír még mindig jelentős erőkkel rendelkezett Szíriában, és csak 1393 júliusában sikerült végleg legyőzni. Levágott fejét körbehordozták a szultánság legjelentősebb városaiban. Ezt követően Barkúk békében uralkodhatott, komolyabb ellenállás nélkül sikerült szinte teljesen saját híveivel, rokonaival és mamlúkjaival leváltani a régi, javarészt kipcsak elitet. Ezzel vált teljessé a Kalávún idejétől (1279–1290) fogva toborzott cserkesz – akkori lakhelyükről, a fellegvár tornyairól (burdzs, tbsz. abrádzs) burdzsinak nevezett – mamlúkok hatalomátvétele.
Barkúknak külpolitikai kihívásokkal sem kellett szembenéznie, bár a Tabrizt megszálló, a Karakojunlut legyőzve nyugaton Edessza és Malatya térségéig betörő Timur Lenk jelentette fenyegetéséről már 1386-ban hírek érkeztek Egyiptomba, amit Ahmad ibn Uvajsz dzsaláirida szultán és saját hírszerzése is megerősített. A Mintás elleni hadjáratok során és röviddel azután Barkúk gondoskodott a legfontosabb határvárak (Malatya, Edessza, Kalaat ar-Rúm és Tarszúsz), valamint az észak-szíriai útvonalat ellenőrző Baalbek várának felújításáról. Erre az is ösztönözhette, hogy Ibn Uvajsz az udvarában keresett menedéket Timur elől, és I. Bajazid oszmán szultán is figyelmeztette a szükséges előkészületek megtételére. (Nem bizonyítható, de elképzelhető, hogy a Barkúk halálát követően Szíriára támadó Timur bizonyos mértékben támogatta a szíriai ellenállást Barkúkkal szemben.)

## Örökösödése, halála
Barkúk hiába próbált dinasztiát alapítani. Kara Mehmed, a Karakojunlu emírjének leányától nem született fia, aki egy már uralkodó dinasztiához kötődött volna. Így a halálát megelőző napon összehívta az előkelőségeket, vallás- és jogtudósokat és I. al-Mutavakkil kalifát, akikkel szerződést kötött három fia, Faradzs, Abd al-Azíz és Ibráhím egymást követő öröklésének elismerésére, Faradzs mellé pedig a hadsereg főparancsnokát, Ajtimist nevezte ki régensnek. Másnap egy epilepsziaroham során hunyt el.
Barkúk végakarata teljesült, amennyiben Faradzs örökölte a trónt, sőt később Abd al-Azíz is trónra jutott. A fivérek uralma azonban sosem volt stabil, és többnyire nem az ő kezükben volt a tényleges hatalom; végül Barkúk mamlúkjai a szultáni címet is megszerezték.